# رامون فالديز تشافيز
رامون فالديز تشافيز هو سياسي مكسيكي، ولد في 31 أغسطس 1942 في ولاية مكسيكو في المكسيك. انتخب عضو مجلس النواب المكسيك ‏.